# David Zlotnik
David Zlotnik, född 1 oktober 1995, är en svensk fotbollsspelare som spelar för FC Stockholm.

## Klubbkarriär
Zlotnik började spela fotboll som femåring i IFK Aspudden. Därefter gick han till Vasalunds IF. I januari 2014 flyttades Zlotnik upp i A-laget.
Inför säsongen 2018 värvades Zlotnik av IK Frej. Han tävlingsdebuterade den 18 februari 2018 i en 2–1-vinst över Jönköpings Södra i Svenska cupen. Den 4 maj 2018 gjorde Zlotnik sin Superettan-debut i en 2–0-förlust mot AFC Eskilstuna.
I februari 2019 värvades Zlotnik av Akropolis IF. I februari 2020 värvades han av Sollentuna FK. I januari 2021 värvades Zlotnik av IF Brommapojkarna. I juli 2022 gick han till FC Stockholm.

## Karriärstatistik
| Klubb              | Säsong             | Liga               | Liga    | Liga | Svenska cupen | Svenska cupen | Övrigt  | Övrigt | Totalt  | Totalt |
| Klubb              | Säsong             | Division           | Matcher | Mål  | Matcher       | Mål           | Matcher | Mål    | Matcher | Mål    |
| ------------------ | ------------------ | ------------------ | ------- | ---- | ------------- | ------------- | ------- | ------ | ------- | ------ |
| Vasalunds IF       | 2014               | Division 1 Norra   | 15      | 1    | 2             | 0             | —       | —      | 17      | 1      |
| Vasalunds IF       | 2015               | Division 1 Norra   | 12      | 0    | 1             | 0             | —       | —      | 13      | 0      |
| Vasalunds IF       | 2016               | Division 1 Norra   | 25      | 2    | 0             | 0             | 2       | 0      | 27      | 2      |
| Vasalunds IF       | 2017               | Division 1 Norra   | 22      | 0    | 2             | 0             | —       | —      | 24      | 0      |
| Vasalunds IF       | Totalt             | Totalt             | 74      | 3    | 5             | 0             | 2       | 0      | 81      | 3      |
| IK Frej            | 2018               | Superettan         | 17      | 0    | 4             | 0             | —       | —      | 21      | 0      |
| Akropolis IF       | 2019               | Division 1 Norra   | 21      | 2    | 1             | 2             | —       | —      | 22      | 4      |
| Sollentuna FK      | 2020               | Ettan Norra        | 28      | 1    | 5             | 0             | —       | —      | 33      | 1      |
| IF Brommapojkarna  | 2021               | Ettan Norra        | 24      | 0    | 0             | 0             | —       | —      | 24      | 0      |
| IF Brommapojkarna  | 2022               | Superettan         | 8       | 1    | 0             | 0             | —       | —      | 8       | 1      |
| IF Brommapojkarna  | Totalt             | Totalt             | 32      | 1    | 0             | 0             | —       | —      | 32      | 1      |
| FC Stockholm       | 2022               | Ettan Norra        | 14      | 0    | 1             | 0             | —       | —      | 15      | 0      |
| FC Stockholm       | 2023               | Ettan Norra        | 29      | 3    | 2             | 0             | —       | —      | 32      | 3      |
| FC Stockholm       | 2024               | Ettan Norra        | 28      | 9    | 2             | 0             | 2       | 1      | 32      | 10     |
| FC Stockholm       | 2025               | Ettan Norra        | 0       | 0    | 1             | 0             | —       | —      | 1       | 0      |
| FC Stockholm       | Totalt             | Totalt             | 71      | 12   | 6             | 0             | 2       | 1      | 79      | 13     |
| Totalt i karriären | Totalt i karriären | Totalt i karriären | 243     | 19   | 21            | 2             | 4       | 1      | 268     | 22     |

1. ↑  Uppflyttningskvalmatcher mot Syrianska FC.[12][13]
2. ↑  Uppflyttningskvalmatcher mot GIF Sundsvall.[14][15]